# サンドラッグ

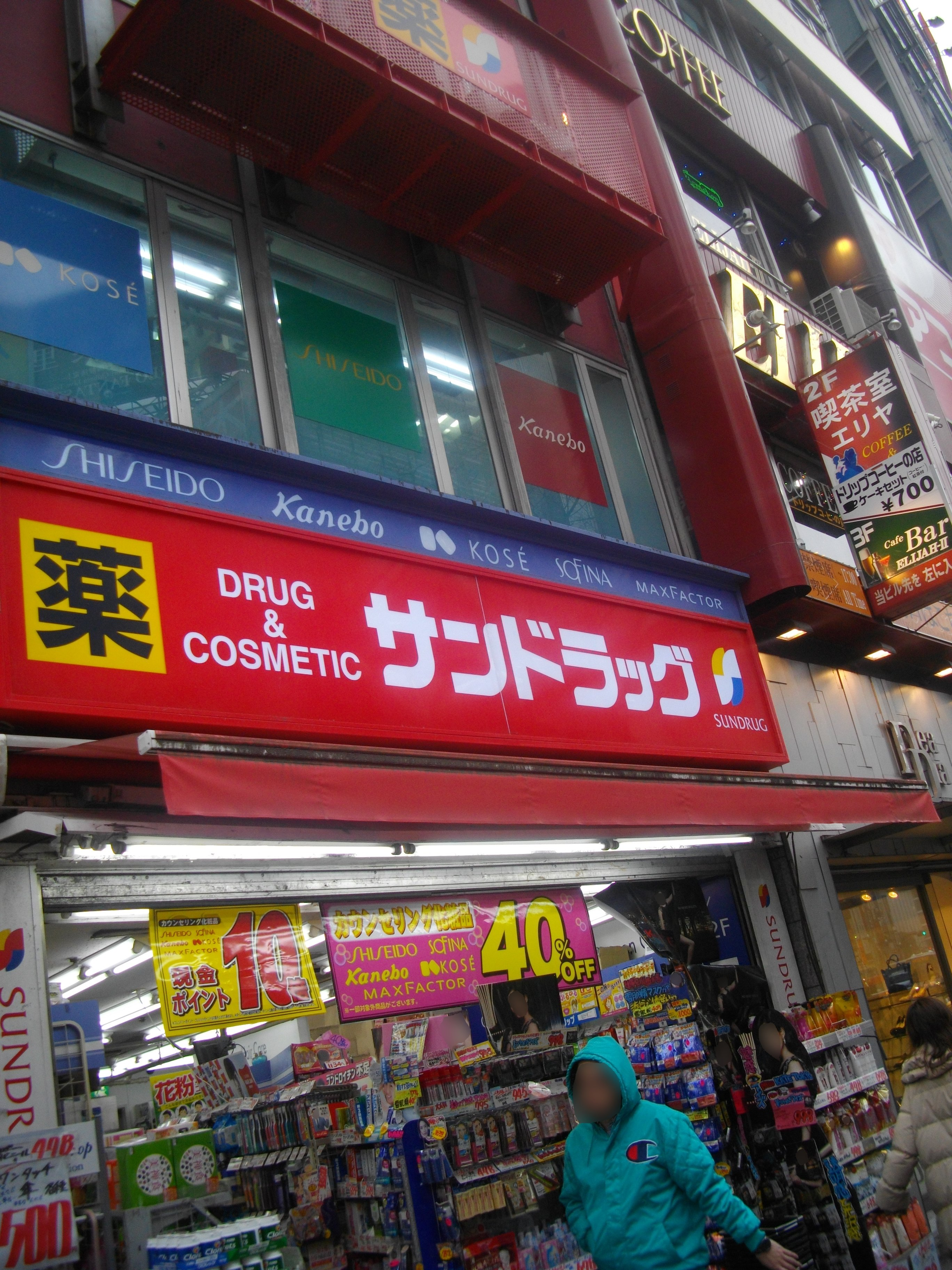
都心型店舗
サンドラッグ渋谷店（東京都渋谷区）

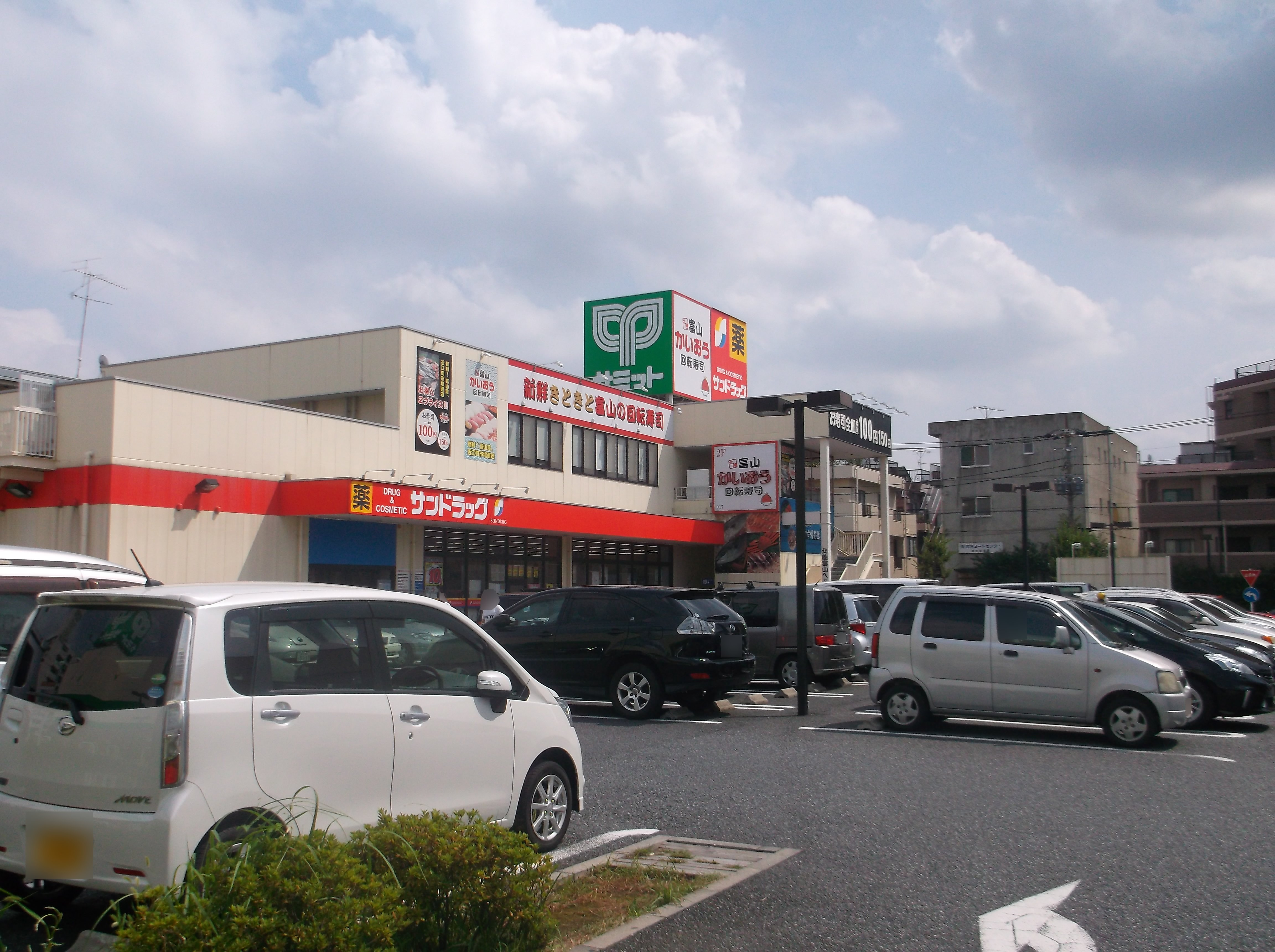
郊外用の大型店舗の例
サンドラッグ保木間店（東京都足立区）

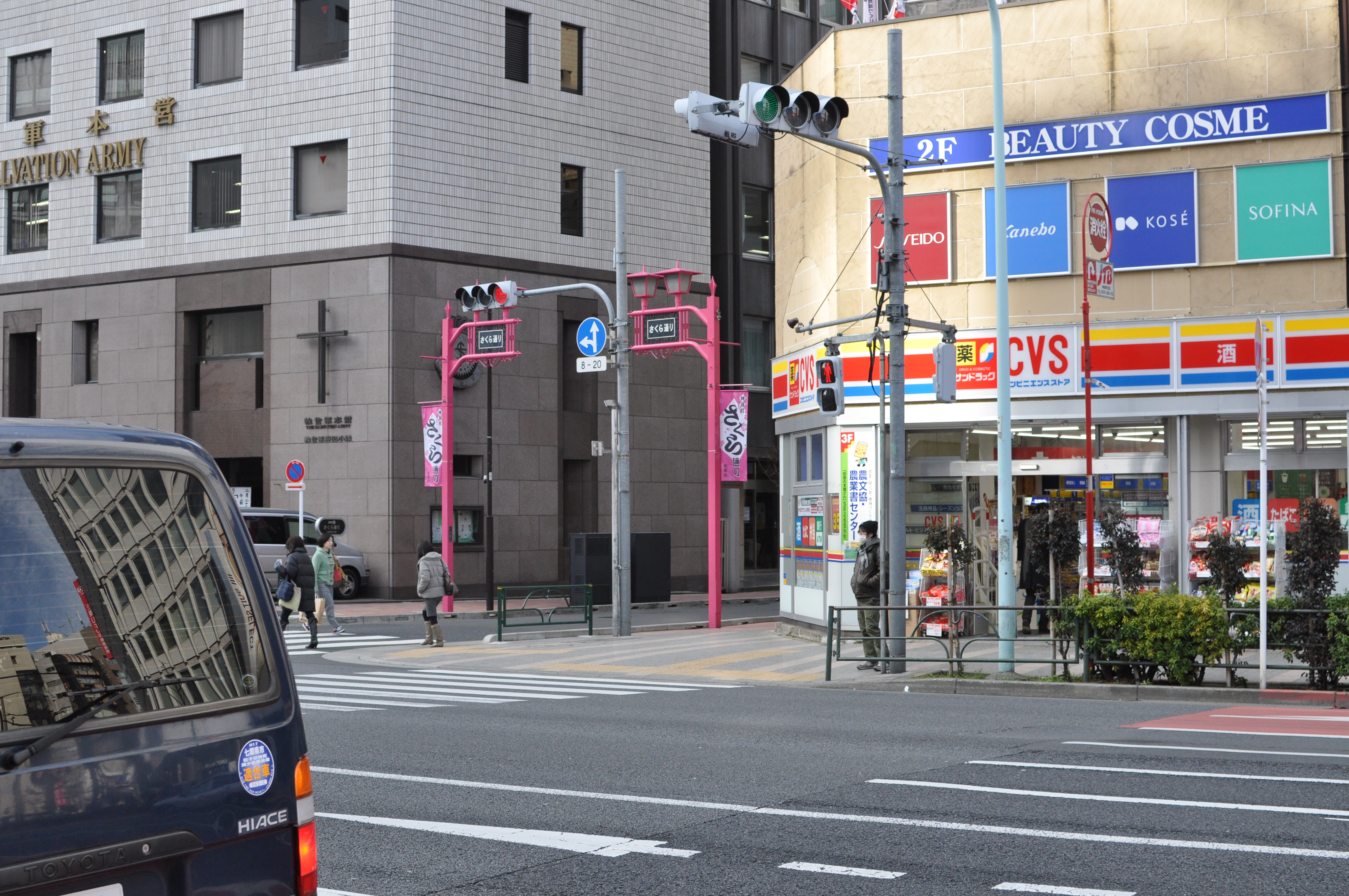
コンビニエンスストア型店舗
サンドラッグCVS

株式会社サンドラッグ (英: SUNDRUG CO.,LTD.) は、東京都府中市に本社を置き、ドラッグストアチェーン「サンドラッグ」を展開する企業。東京証券取引所プライム市場上場。

## 概要
1957年（昭和32年）、多田幸正が東京都世田谷区桜丘（小田急線千歳船橋駅）にて創業。1965年（昭和40年）4月に有限会社サンドラッグを設立し、法人化する。1980年（昭和55年）7月に組織変更し、株式会社サンドラッグとなる。直営店舗のエリアを順次拡大しつつ、地方のドラッグストアやディスカウントストアなどの運営企業とフランチャイズ契約を進めることで、日本全国に店舗網を拡大してきた。
ドラッグストアとコンビニエンスストアを融合した「サンドラッグCVS」も展開する。コンビニエンスストアとドラッグストアとの融合店は他のドラッグストアチェーンにもみられるが、サンドラッグは既存のコンビニエンスストアチェーンと提携せず独自に運営を行っている。
独自の「1店舗2ライン制」を採っている。1つの店舗に接客・販売業務を担当する販売ラインと、商品・売場を管理する運営ラインの異なる2種類の職種を配置し、役割を分担している。
かつては中部薬品の運営する店舗が「サンドラッグストア」を名乗っていたが、当ストアの進出もあって中部薬品側が「V・drug」と改称した。なお両者は無関係である。

## 沿革
- 1957年（昭和32年）12月 - 多田幸正が東京都世田谷区で創業[4]。
- 1965年（昭和40年）4月 - 有限会社サンドラッグを設立し、チェーン展開を開始[4]。
- 1980年（昭和55年）
  - 7月 - 株式会社に改組し、株式会社サンドラッグを設立[4]。
  - 12月  - 郊外型ドラッグストアを東京都八王子市に開店[4]。
- 1986年（昭和61年）12月 - 東京都国立市に物流センターを開設[4]（2013年3月、東京都昭島市へ移転[4]）。
- 1987年（昭和62年）3月 - 本社を東京都府中市へ移転[4]。
- 1991年（平成3年）11月 - POSレジを全店舗に導入[4]。
- 1993年（平成5年）7月 - 沼津富士急店（静岡県沼津市）の開店により東海地区へ進出。
- 1994年（平成6年）8月 - 日本証券業協会に株式を店頭登録[4]。
- 1996年（平成8年）
  - 2月 - 千葉県に展開する株式会社タイセーホームエイド（現・サンドラッグファーマシーズ）を子会社化[4]。
  - 9月 - 株式会社クイーンズ伊勢丹（現・三越伊勢丹フードサービス）とフランチャイズ契約を締結[4]。
- 1997年（平成9年）9月 - 東京証券取引所市場第二部に株式上場[4]。
- 1998年（平成10年）
  - 4月 - 株式会社いちやまマートとフランチャイズ契約を締結[4]。
  - 4月 - 本社を東京都府中市若松町（現在地）へ移転[4]。
  - 4月 - 株式会社コミネ（栃木県）を子会社化[4][注釈 1]。
- 1999年（平成11年）
  - 4月 - 株式会社サンドラッグプラス（北海道）とフランチャイズ契約を締結[4]。
  - 4月 - 埼玉県所沢市に在庫センターを開設、既存の物流センター（東京都国立市）を経由センターへ変更[4]。
- 2000年（平成12年）8月 - 北海道石狩市に物流センターを開設、以降は全国各地に物流センターの設置を行う[4]。
- 2001年（平成13年）6月 - 飯塚店（福岡県飯塚市）の開店により九州地区へ進出。
- 2002年（平成14年）9月 - 東京証券取引所市場第一部へ指定替え[4]。
- 2003年（平成15年）
  - 4月 - 株式会社星光堂薬局とフランチャイズ契約を締結[4]。
  - 4月 - 株式会社セイユー堂（大分県）とフランチャイズ契約を締結[4]。
- 2004年（平成16年）
  - 4月 - 株式会社清水ドラッグ（愛知県、現：株式会社サンドラッグ東海）とフランチャイズ契約を締結[4]。
  - 7月 - 会津若松アピオ店（福島県会津若松市）の開店により東北地区に進出。
- 2005年（平成17年）3月 - 奈良店（奈良県奈良市）の開店により近畿地区へ進出。
- 2006年（平成18年）3月 - 皆生店（鳥取県米子市）の開店により中国地区へ進出。
- 2007年（平成19年）
  - 3月 - 株式会社アクト（神奈川県）を子会社化[4]。
  - 7月 - 子会社の株式会社アクトを吸収合併[4]。
- 2008年（平成20年）
  - 3月 - 株式会社大屋とフランチャイズ契約を締結[4]。
  - 11月 - 株式会社ビーアンドエッチアメミヤ（現・ピュマージ[5]）を子会社化[4]。
- 2009年（平成21年）
  - 9月 - 既にフランチャイズ契約を締結していた星光堂薬局を子会社化[4]。
  - 12月 - ダイレックス株式会社を子会社化[4]。
- 2011年（平成23年）
  - 2月 - 株式会社サンドラッグ・ドリームワークスを設立[4]。
  - 10月 - 既にフランチャイズ契約を締結していた株式会社サンドラッグ東海を子会社化[4][注釈 2]。
- 2012年（平成24年）2月 - 子会社の株式会社サンドラッグ・ドリームワークスが特例子会社の認定を受ける[4]。
- 2013年（平成25年）
  - 7月 - コンビニエンスストア業態「サンドラッグCVS」の1号店を開店[どこ?]。
  - 10月 - 子会社の株式会社サンドラッグ東海を吸収合併[4]。
- 2014年（平成26年）
  - 1月 - 株式会社ディー・エヌ・エーとインターネット通販における共同事業を開始し、同社が運営するECサイト「DeNAショッピング」内に「サンドラッグ.com」を開設。
  - 9月 - 既にフランチャイズ契約を締結していた株式会社サンドラッグプラスを子会社化[4][注釈 3]。
- 2016年（平成28年）6月 - 株式会社アークスとの合弁会社として、株式会社サンドラッグエースを設立[4][6]。
- 2018年（平成30年）8月 - 代表取締役社長の赤尾主哉が5日に肺がんのため死去。52歳没。翌6日付で代表取締役会長の才津達郎が現職との兼務で代表取締役社長に就任[7]。
- 2019年（平成31年/令和元年）
  - 5月 - 代表取締役社長に子会社のダイレックス株式会社の代表取締役社長だった貞方宏司が就任[8]。
  - 7月 - 楽天ペイメント株式会社が運営する共通ポイントカード「楽天ポイントカード」を、「サンドラッグ」及び子会社の星光堂薬局が運営する「ドラッグトップス」で取り扱いを開始し、同時に当社キャラクターの「サンドラッコ博士」が描かれた「サンドラッググループ楽天ポイントカード」の発行も開始（なお、「サンドラッグポイントカード」との同時提示も可能で、提示したカード両方にポイントが付与される）[9]。
- 2020年（令和2年）4月 - 子会社の株式会社サンドラッグファーマシーズを吸収合併[4][10]。
- 2021年（令和3年）5月10日 - 代表取締役会長の才津達郎が辞任[11]。
- 2022年（令和4年）
  - 10月 - 楽天ペイメント株式会社及び楽天Edy株式会社との提携により、ポイントカード機能付Edyカードの発行を開始（「サンドラッグ」と「ドラッグトップス」には「サンドラッグEdyカード」が、「ダイレックス」には「ダイレックスEdyカード」がそれぞれ発行される）[12]
  - 10月3日 - 既にフランチャイズ契約を締結していた株式会社大屋を株式取得により完全子会社化[13]。

## グループ会社

### 子会社
- 株式会社サンドラッグプラス（北海道札幌市東区）：北海道で「サンドラッグ」を展開
- 株式会社星光堂薬局（新潟県新潟市西区）：新潟県・福島県・山形県で「ドラッグトップス」を展開。看板はサンドラッグ直営店舗とデザインをそろえている
- ダイレックス株式会社（佐賀県佐賀市）：九州・中国・四国・甲信越地区及び関西・関東地区の一部でディスカウントストア「ダイレックス」を展開
- 株式会社大屋（愛媛県西条市）：四国地区でドラッグストア「mac」を展開
- 株式会社サンドラッグ・ドリームワークス（東京都府中市）：当社およびグループ会社から受託する清掃・クリーニング管理、事務の業務を行う。
- 株式会社ピュマージ
- 株式会社サンドラッグエース : 株式会社アークスとの合弁会社。出資比率はサンドラッグ60％、アークス40%[4][6]。2016年6月に設立し、同年8月にアークスグループのエルディ、ユニバース子会社のドラッグ・ユーのドラッグストア事業を移管[14]。2016年11月25日にはエスエードラッグの1号店、室蘭中央店を開店した[15]。

### フランチャイズ店
- 株式会社いちやまマート：山梨県・長野県に展開する食品スーパー

## 店舗
店舗所在地の詳細については、サンドラッグ公式サイト「店舗検索」を参照。
本社のある東京都を中心に、ドラッグストア「サンドラッグ」を全国に出店するほか、関東地方などで調剤薬局「サンドラッグファーマシーズ」を出店している。かつては横浜市保土ケ谷区に「ビッグサン (BigSun)」業態の店舗が1店舗（美立橋店）存在したが、「サンドラッグ美立橋店」へ転換した。また新潟県・富山県ではグループ会社の星光堂薬局が「ドラッグトップス」「サンドラッグ セイコードー」として出店し、これらの店舗はサンドラッグ公式サイトの店舗検索にも表示される。
2023年4月現在、石川県・福井県、沖縄県、四国地区には未出店である。ただし沖縄県にはダイレックス、四国にはダイレックスと大屋の店舗があり、グループ全体ではほぼ全国に展開している。

### 出店地域
地域の分類は、サンドラッグ公式サイト「店舗検索」に準拠する。
- 北海道・東北（北海道、青森県、岩手県、宮城県、秋田県、山形県、福島県）
- 関東（東京都、神奈川県、埼玉県、千葉県、茨城県、栃木県、群馬県、山梨県）
- 信越・北陸（新潟県、長野県）
- 東海（愛知県、岐阜県、静岡県、三重県）
- 近畿（大阪府、兵庫県、京都府、滋賀県、奈良県、和歌山県）
- 中国（鳥取県、島根県、岡山県、広島県、山口県）
- 九州（福岡県、佐賀県、長崎県、熊本県、大分県、宮崎県、鹿児島県）

## CM
テレビCM
2007年（平成19年）よりテレビCMの全国放映を開始した。
- 吉岡秀隆 「誰かの陽だまりになろう。」篇（2007年6月 - 2008年5月）

スポンサー番組
- たけしの誰でもピカソ（テレビ東京系）

## 不祥事・事件

### 景品表示法違反
2013年6月から2014年にかけて、サンドラッグの東京都内の店舗で実在しないメーカー希望小売価格を店内のプライスカードに表示し、そこから割り引いたように偽り、販売価格を安く見せかけて販売したとして、東京都は2014年1月21日、これらの表示は実際より安い印象を消費者に与え、景品表示法に違反するとして、サンドラッグに表示の改善と消費者が誤認するような不当表示を行わないことを指示した。また、2020年にも同内容で消費者庁より指導されている。

## テレビ番組
- 日経スペシャル カンブリア宮殿 安くても儲かる秘密はデータにあり！！ ～独自に築き上げた"必ず儲かる仕組み" とは！？～（2009年10月19日、テレビ東京）[17]